# Britt du Pree
Britt du Pree (* 8. Januar 2007) ist eine niederländische Tennisspielerin.

## Karriere
Du Pree spielt vor allem auf der ITF Women’s World Tennis Tour, auf der sie bisher vier Titel im Doppel gewinnen konnte.
2024 wurde sie im Januar niederländische Jugendhallenmeisterin der U16 im Tennispark De Rhijenhof in Den Haag. Im September gewann sie mit Joy de Zeeuw den Titel im Doppel bei den Tennis-Junioreneuropameisterschaften im österreichischen Oberpullendorf. Ende Dezember stand sie in ihrem ersten ITF-Finale im Doppel, das sie an der Seite von Partnerin Joy de Zeeuw gegen Loes Ebeling Koning und Sarah van Emst mit 6:74, 6:4, [9:11] verlor.
2025 stand sie Anfang Februar mit Joy de Zeeuw erneut in einem ITF-Doppelfinale, das die beiden gegen Darja Chamuzjanskaja und Warwara Panschina mit 5:7 und 4:6 verloren. Ende März gelang ihr dann an der Seite von Sarah van Emst der erste ITF-Titel im Doppel.

## Turniersiege

### Doppel
| Nr. | Datum          | Turnier            | Kategorie | Belag     | Partnerin      | Finalgegnerinnen                   | Ergebnis         |
| --- | -------------- | ------------------ | --------- | --------- | -------------- | ---------------------------------- | ---------------- |
| 1.  | 22. März 2025  | Monastir           | ITF W15   | Hartplatz | Sarah van Emst | Elena Milovanović Nina Radovanovic | 6:3, 3:6, [10:7] |
| 2.  | 26. April 2025 | Kuršumlijska Banja | ITF W15   | Sand      | Joy de Zeeuw   | Anastassija Firman Tea Nikčević    | 6:3, 6:3         |
| 3.  | 3. Mai 2025    | Oegstgeest         | ITF W15   | Sand      | Joy de Zeeuw   | Demi Tran Marie Vogt               | 4:6, 6:3, [10:3] |
| 4.  | 10. Mai 2025   | Kalmar             | ITF W15   | Sand      | Annelin Bakker | Loes Ebeling Koning Sarah van Emst | 6:3, 6:3         |